# Barbora Bobuľová
Barbora Bobuľová (Martin, 29 de abril de 1974) é uma atriz italiana nascida na Tchecoslováquia, atual Eslováquia. Ela viveu e trabalhou principalmente na Itália desde 1995.

## Vida e trabalho
Nascida em Martin, Bobuľová treinou na Academia de Artes Cênicas de Bratislava antes de se mudar para a Itália em 1995. Estreou no cinema no filme italiano Il principe di Homburg, o qual foi selecionado para representar a Itália no Festival de Cinema de Cannes de 1997.
Por seu trabalho no filme Cuore Sacro ("Sagrado Coração", em tradução livre) de 2005, ela ganhou o prêmio de Melhor Atriz no prêmio David di Donatello, o prêmio Ciak d'oro e o Prêmio do Público de Melhor Atriz no Festival de Cinema Flaiano de Pescara. Em 2006, recebeu o prêmio Nastro Europeo no Nastro d'Argento (Fita de Prata) do Sindicato Nacional Italiano de Jornalistas de Cinema.
Os créditos cinematográficos adicionais de Bobuľová incluem Il siero della vanità, Check and Mate, Mirka, Poor Liza, That's It e Green Ashes . O público da televisão americana conhece Bobuľová por seu papel principal no filme da série Hallmark Hall of Fame, In Love and War, onde ela interpreta a namorada de Eric Newby, Wanda. Seus créditos adicionais na TV incluem as minisséries italianas La Cittadella, La guerra è finita e Crociati. Em 2008, Bobuľová co-estrelou com Shirley MacLaine em Coco Chanel.
Além de seu idioma nativo, o eslovaco, Bobuľová é fluente em tcheco, italiano e inglês; e um pouco de francês e russo.

## Vida pessoal
Barbora teve duas filhas, Lea (em 2007) e Anita (em 2008) com seu companheiro, o assistente de direção Alessandro Casale.

## Filmografia

### Filmes
| Ano  | Título                        | Personagem              | Notas                     |
| ---- | ----------------------------- | ----------------------- | ------------------------- |
| 1993 | Nesmrtelná teta               | Princesa Pavlina        | Estreia em longa-metragem |
| 1994 | Khakestar-e-sabz              | Fatima                  |                           |
| 1996 | Eine kleine Jazzmusik         | Zuzana                  |                           |
| 1997 | Il principe di Homburg        | Natalia von Oranien     |                           |
| 1998 | Ecco fatto                    | Margherita              |                           |
| 2000 | Mirka                         | Elena                   |                           |
| 2000 | Poor Liza                     | Liza                    |                           |
| 2002 | La regina degli scacchi       | Maria Adele             |                           |
| 2004 | Il siero della vanità         | Azzurra Rispoli         |                           |
| 2004 | The Spectator                 | Valeria                 |                           |
| 2004 | Ovunque sei                   | Emma                    |                           |
| 2004 | Tartarughe sul dorso          | Her                     |                           |
| 2005 | Cuore Sacro                   | Irene Ravelli           |                           |
| 2006 | Fratelli di sangue            | Lella                   |                           |
| 2006 | Along the Ridge               | Stefania Benetti        |                           |
| 2007 | Manual of Love 2              | Manuela                 |                           |
| 2008 | Made in Italy                 | Lilla                   |                           |
| 2008 | Blood of the Losers           | Anna Spada / Costantina |                           |
| 2010 | Le ultime 56 ore              | Sara Ferri              |                           |
| 2010 | Ti presento un amico          | Giulia Lombardi         |                           |
| 2010 | La bellezza del somaro        | Lory                    |                           |
| 2011 | The Immature                  | Luisa Maimone           |                           |
| 2011 | Easy!                         | Tina                    |                           |
| 2012 | The Immature: The Trip        | Luisa Maimone           |                           |
| 2012 | Balancing Act                 | Elena                   |                           |
| 2013 | Closed Circuit                | Piccola                 |                           |
| 2013 | A Small Southern Enterprise   | Magnolia                |                           |
| 2013 | Il mondo fino in fondo        | Giulia                  |                           |
| 2014 | Black Souls                   | Valeria                 |                           |
| 2014 | The Dinner                    | Sofia                   |                           |
| 2017 | Lasciami per sempre           | Viola                   |                           |
| 2017 | Pure Hearts                   | Marta                   |                           |
| 2017 | I'm - Infinita come lo spazio | Susanna                 |                           |
| 2017 | Diva!                         | Valentina Cortese       |                           |
| 2017 | Après la guerre               | Anna Lamberti           |                           |
| 2018 | Hotel Gagarin                 | Valeria                 |                           |
| 2018 | Saremo giovani e bellissimi   | Isabella                |                           |
| 2018 | Tutte le mie notti            | Veronica                |                           |
| 2020 | La regola d'oro               | Monica                  |                           |
| 2023 | Romantic Girls                | Dr. Valeria Panizzi     |                           |
| 2023 | A Brighter Tomorrow           | Vera                    |                           |

### Televisão
| Ano       | Título                              | Personagem            | Notas                              |
| --------- | ----------------------------------- | --------------------- | ---------------------------------- |
| 1986      | Polovacka na octa                   | Berta                 | Filme de televisão                 |
| 1989      | Posledné hry                        | Cilka                 | Filme de televisão                 |
| 1993      | Tanec lásky a smrti                 | Milenka               | Filme de televisão                 |
| 1994      | Erotikon                            | Blanche               | Episódio: "Blanche"                |
| 1996      | Infiltrato                          | Monika                | Filme de televisão                 |
| 2000      | Padre Pio: Between Heaven and Earth | Emilia                | Filme de televisão                 |
| 2000      | San Paolo                           | Dina                  | Minissérie                         |
| 2001      | In Love and War                     | Wanda                 | Filme de televisão                 |
| 2001      | Crociati                            | Rachel                | Filme de televisão                 |
| 2002      | Maria José - L'ultima regina        | Maria José da Bélgica | Filme de televisão                 |
| 2002      | La guerra è finita                  | Giulia Bonsanti       | Minissérie                         |
| 2003      | The Citadel                         | Christine Barlow      | Protagonista                       |
| 2008      | Coco Chanel                         | Coco Chanel adulta    | Filme de televisão                 |
| 2011      | Come un delfino                     | Valeria Viti          | 2 episódios                        |
| 2012      | Mai per amore                       | Helena                | Episódio: "Helena&Glory"           |
| 2013      | O comissário Montalbano             | Liliana Lombardi      | Episódio: "Il gioco degli specchi" |
| 2013–2016 | In Treatment                        | Lea                   | Protagonista (temporadas 1–2)      |
| 2015      | Baciato dal sole                    | Diana Morigi          | Protagonista                       |
| 2020      | Vite in fuga                        | Agnese Serravalle     | Protagonista                       |
| 2022      | Il re                               | Gloria                | Protagonista                       |
| 2022      | Studio Battaglia                    | Anna Battaglia        | Protagonista                       |
| 2022      | Sopravvissuti                       | Giulia Morena         | Protagonista                       |